# Karel Kratz
Carl „Karel“ Kratz (* 10. November 1893 in Rotterdam; † 30. August 1962 ebenda) war ein niederländischer Wasserballspieler.

## Karriere
Kratz nahm 1920 an den Olympischen Spielen in Antwerpen teil. Hier erreichte er mit der niederländischen Nationalmannschaft den fünften Rang.